# Сугмутенъягун (приток Камчинъягуна)
Сугмутенъягун (Сухмитингъягун) — река в России, протекает по Пуровскому и Надымскому районам Ямало-Ненецкого автономного округа. Начинается в безымянном озере на высоте 110,2 метра над уровнем моря, течёт в верховьях в юго-западном, а в низовьях — в юго-восточном направлении. Река соединена протокой с озером Сетльмитлор. Устье реки находится в 3 км по левому берегу реки Камчинъягун на высоте 90,1 метра над уровнем моря. В низовьях реки произрастает сосновый лес. Длина реки составляет 57 км.
В долине реки расположены поселение IV—VII веков н. э. Сугмутен-ягун V с системой ловчих ям и литейной мастерской, поселение Сугмутен-ягун IV, ловчие ямы Сугмутен-ягун III.

## Данные водного реестра
По данным государственного водного реестра России относится к Нижнеобскому бассейновому округу, водохозяйственный участок реки — Пур. Речной бассейн реки — Пур.
Код объекта в государственном водном реестре — 15040000112115300054960.